# Tummo (esercizio)
Il Tummo è una pratica del tantra buddhista tibetano, basato specialmente sul controllo del respiro.
Praticato in seguito ad opportuno addestramento sulla motivazione altruistica e sulla mente dell’illuminazione, e unitamente ad evocazione visiva di deità diverse, la base del Tummo è costituita appunto dal controllo del respiro.
Si tratta di una pratica da intraprendere con la guida di un maestro qualificato. 
Sommariamente, la pratica consiste in un processo respiratorio e nella concentrazione  su una sillaba sacra, che porta il "canale" centrale della fisiologia yoga ad infiammarsi e generare calore.
Il Tummo serve quindi a sviluppare un calore interno che serve ad aprire i canali interiori, al fine di ottenere stati elevati di coscienza e realizzare la natura della mente. 
La sua pratica ha dato luogo talvolta a spettacolari dimostrazioni, divenute celebri perché in talune circostanze i monaci praticanti avanzati si possono porre al freddo sulla neve non solo senza patire freddo, ma addirittura asciugando dei panni nei bagnati.
Lo scopo della pratica tuttavia non è riscaldare esteriormente il corpo, ma è prettamente una pratica spirituale volta al raggiungimento dell’illuminazione.
Questa pratica fa parte del corpus detto sei Yoga di Naropa, le quali un esponente fu il famoso santo ed eremita  tibetano Milarepa.